# Первомайская (Чечня)
Первома́йская (чечен. Мамакхай-Юрт, Мамакхи-КIотар) — станица в Грозненском районе Чеченской Республики. Административный центр Первомайского сельского поселения.

## География
Станица расположена в Алханчуртской долине, в междуречье реки Нефтянка и Алханчуртского канала, у северо-западной окраины города Грозный.
Ближайшие населённые пункты: на западе — село Побединское, на севере — село Кень-Юрт, на востоке — село Садовое, на юге и юго-востоке с микрорайонами Висаитовского района города Грозный — посёлок Грозненский, Старый посёлок, Артёмово и другие.

## История

### В древности
В 1949—1950 годах на территории Грозненского района Севостьяновым М. П. был выявлен ряд древних городищ: Шеды-Юртовское, Ахкинбарзойское 1-е городище и Ахкинбарзойское 2-е, Кортинское 1-е и Кортинское 2-е (Горячеводские 1-е и 2-е городища), Бассинское 2-е городище. Среди них и Первомайско-Алханчуртовское поселение. Обнаружено оно на западной окраине. Материал, обнаруженный при раскопках позволяет датировать древнее поселение последними веками до нашей эры и периодом раннего этапа аланской культуры.

### XIX век
Хутор Васильева впервые был отмечен на топографической карте 1877 года. По сведениям на 1883 год, хутор Васильева с численностью в 38 дворов был причислен к станице Алхан-юртовской 5-го участка Грозненского округа Терской области.

### Отождествление с Мамакай-Юртом
По мнению А. С. Сулейманова, до 1818 года на месте современной Первомайской располагалось чеченское поселение Мамакхин юрт. Затем оно было перенесено ближе к Терскому хребту в связи с закладкой крепости Грозной. На Военно-топографической карте Кавказского края 1926 года обозначен хутор Первомайский (Васильев), а в 2,5 км к северо-западу от него на Терском хребте — развалины аула Мамакай-Юрт.

### XX век
В 1901 году русский старообрядческий хутор Васильев станицы Ермоловской состоял из 71 двора в которых проживало 332 человека. На хуторе имелся староверческий молитвенный дом и одно торговое заведение. В административном отношении относился к Кизлярскому отделу Терской области.
В начале 1920-х годов хутор Васильева был переименован в село Первомайское. В 1926 году село Первомайское центр Первомайского сельсовета Петропавловского района Чеченской автономной области. Село состояло из 300 хозяйств в которых проживало 1639 человек (в том числе 832 мужчины и 807 женщин). Основным занятием населения был извоз и ломка камня. В селе имелось 2 сельхозартели, 6 тракторов системы «Фордон», школа и агрономический участок.
До 1 августа 1934 года станица Первомайская входила в Петропавловский район.
1 августа 1934 года ВЦИК постановил образовать в Чечено-Ингушской автономной области новый Грозненский район с центром в городе Грозном, включив в его границы территорию ликвидируемого Петропавловского района.

## Население
| 1970  | 1990  | 2002  | 2010  | 2012  | 2013  | 2014  |
| ----- | ----- | ----- | ----- | ----- | ----- | ----- |
| 3851  | ↗4493 | ↗5015 | ↗5245 | ↗5359 | ↗5449 | ↗5533 |
| 2015  | 2016  | 2017  | 2018  | 2019  | 2020  | 2021  |
| ↗5601 | ↗5700 | ↗5810 | ↗5923 | ↗6063 | ↗6235 | ↗6812 |
| 2023  | 2024  |       |       |       |       |       |
| ↗6923 | ↗7011 |       |       |       |       |       |

Национальный состав
По данным Всероссийской переписи населения 2010 года:
| Народ   | Численность, чел. | Доля от всего населения, % |
| ------- | ----------------- | -------------------------- |
| чеченцы | 5168              | 98,5 %                     |
| русские | 47                | 0,9 %                      |
| другие  | 30                | 0,6 %                      |
| всего   | 5245              | 100,0 %                    |